# Сентро (Мадрид)

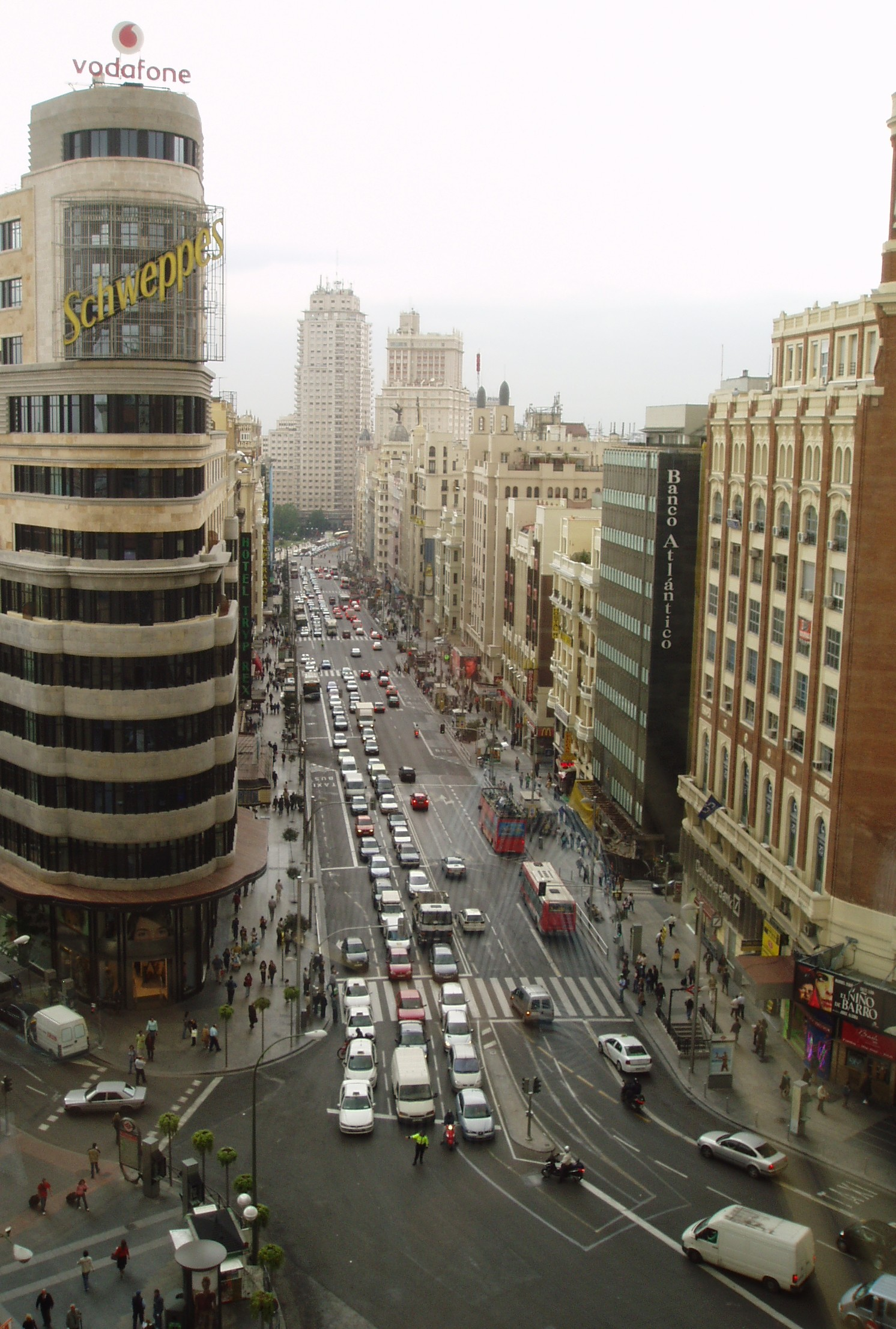
Улица Гран-Виа

Се́нтро (исп. Centro, рус. Центр) — район Мадрида (Испания) под номером 1, один из 21 районов столицы Испании.

## Описание

Административное деление района

Как ясно из названия, район расположен в центральной части города. Его площадь составляет 5,23 км², население (на 1 января 2017 года) 131 928 человек (в том числе 28,63 % — мигранты), плотность населения 25 234 человека на квадратный километр. В районе находятся 63 622 дома.

## Административное деление
Район поделён на шесть подрайонов (исп. barrios):
- Кортес[исп.] — 10 888 жителей
- Эмбахадорес[исп.] — 47 470
- Хустисиа[исп.] — 16 996
- Универсидад[исп.] — 44 191
- Паласио[исп.] — 22 751
- Соль[исп.] — 7422

## Основные достопримечательности
- Площадь Пуэрта-дель-Соль
  - Здание почты[исп.]
- Площадь Пласа-Майор
- Площадь Пласа-дель-Каллао[исп.]
- Площадь Испании
  - Небоскрёб Башня Мадрида
  - Небоскрёб Здание Испании
- Площадь Пласа-де-Колонь[исп.]
- Площадь Пласа-де-Сибелес[исп.]
  - Фонтан Сибелес
  - Дворец связи[исп.]
- Площадь Пласа-де-Санта-Ана[исп.]
- Площадь Пласа-де-ла-Вилья[исп.]
  - Каса-де-ла-Вилья-де-Мадрид[исп.] — здание, в котором располагалась мэрия Мадрида[исп.] с XVII века до 2008 года.
- Площадь Пласа-де-Ориэнте[исп.]
- Улица Гран-Виа
- Улица Алькала
  - Культурный центр Циркуло-де-Бельяс-Артес[исп.]
  - Здание Метрополиса[исп.]
  - Королевская академия изящных искусств Сан-Фернандо
- Бульвар Пасео-дель-Прадо
  - Музей Тиссена-Борнемисы
- Нейборхуд Баррио-де-Ла-Латина[исп.]
- Королевский дворец
- Дворец Кортесов
- Дворцовая гостиница[исп.]
- Центр искусств королевы Софии
- Королевский театр
- Ворота Толедо
- Архитектурный комплекс Конвенто-де-лас-Салесас-Реалес[исп.]
- Здание Банка Испании[исп.]
- Музей истории Мадрида[исп.]
- Собор Альмудена
- Королевский собор Святого Франциска Великого
- Монастырь Дескальсас-Реалес
- Монастырь Энкарнасьон
- Исторический центр города Мадрид-де-лос-Аустриас[исп.]
- Мадридская барахолка[исп.]
- Кафе «Хихон»[исп.]
- Кафе «Комерсиаль»[исп.]

## История
См. также История Мадрида и История Пуэрта-дель-Соль.
Сентро является старейшим районом города, ядром, вокруг которого с течением веков «нарос» остальной Мадрид. При археологических раскопках в районе обнаружены доказательства существования постоянного поселения на этом месте ещё во времена мусульманского владычества в Испании. Во второй половине IX века эмир Кордовы Мухаммад I выстроил форт на том месте, где ныне расположен Королевский дворец. Часть руин этой крепости сохранилась до сих пор. Чуть восточнее форта в то время существовал небольшой «пригород», называвшийся Магерит.
В 1085 году Мадрид, весь тогда умещавшийся в границы нынешнего Сентро, перешёл под власть христианства, и к 1123 году достиг небывалого расцвета. В 1561 году на территории нынешнего Сентро выстроил себе резиденцию король Испании Филипп II, чем вызвал вторую волну процветания города.